# 西庶路車站
西庶路車站（日语：／ Nishi-shoro eki */?）是位於北海道白糠郡白糠町西庶路西1条南3丁目的北海道旅客鐵道（JR北海道）根室本線的鐵路車站。車站編號為K48。電報略號為ニロ。
車站的名稱是由於其位於庶路的西面。

## 歷史
1941年（昭和16年）～1964年（昭和39年）期間，明治礦業庶路專用線（西庶路～庶路礦，庶路礦～本岐礦的本岐礦搬運軌道）曾經延長至此，但在兩座煤礦關閉後被廢除。
- 1941年（昭和16年）
  - 3月28日 - 以國有鐵道的西庶路號誌站開始營業。
  - 4月9日 - 專用線開始指定貨物運輸處理。
- 1951年（昭和26年）4月1日 - 臨時停靠站（辦公限定）開始乘客處理。
- 1952年（昭和27年）3月5日 - 升格為車站。為一般車站。
- 1969年（昭和44年）8月1日 - 廢除貨物處理。
- 1971年（昭和46年）10月2日 - 車站無人化。
- 1985年（昭和60年）5月1日 - 由於簡易委託的緣故，再次發售車票。
- 1987年（昭和62年）4月1日 - 國鐵分割民營化後，由JR北海道繼承。
- 2005年（平成17年）7月29日 - 取消車站委託，再次無人化。

## 車站構造
- 西庶路車站為1面2線、島式月台的地面車站。基本上兩條路軌都可以供上下行列車行駛，而現在位於車站大樓旁的1號線供上行列車（白糠、音別、帶廣方向）、2號線供下行列車（庶路、大樂毛、釧路方向）行駛。月台上設置列車接近訊息。
- 曾經是簡易委託車站，而現在已經無人化。

## 車站周邊
位於白糠町中心的大型聚落，鄰近的庶路有不少住宅，中小學等公共設施。
- 國道38號
- 白糠町役場庶路分所
- 釧路警察署西庶路派出所
- 西庶路郵政局
- 釧路巴士「西庶路車站」車站

## 相鄰車站
北海道旅客鐵道（JR北海道）
■根室本線
白糠（K47）－西庶路（K48）－庶路（K49）

## 外部連結
- （日語）JR北海道 – 西庶路車站（页面存档备份，存于）
- （日語）西庶路車站 （页面存档备份，存于）
- （日語）全驛參觀之旅 （页面存档备份，存于）